# Pátyod, Szabolcs-Szatmár-Bereg
Pátyod  este un sat în districtul Csenger, județul Szabolcs-Szatmár-Bereg, Ungaria, având o populație de 656 de locuitori (2011). 

## Demografie
Componența etnică a satului Pátyod
     Maghiari (92,9%)
     Români (4,26%)
     Germani (1,6%)
     Necunoscut (0,53%)
     Romi (0,71%)
     Alții (0,53%)
Componența confesională a satului Pátyod
     Reformați (26,98%)
     Greco-catolici (26,07%)
     Romano-catolici (19,51%)
     Fără religie (1,98%)
     Necunoscută (24,54%)
     Ortodocși (0,91%)
     Alte religii (2,59%)
Conform recensământului din 2011, satul Pátyod avea 656 de locuitori. Din punct de vedere etnic, majoritatea locuitorilor (92,9%) erau maghiari, existând și minorități de români (4,26%) și germani (1,6%). Apartenența etnică nu este cunoscută în cazul a 0,53% din locuitori. Nu există o religie majoritară, locuitorii fiind reformați (26,98%), greco-catolici (26,07%), romano-catolici (19,51%) și persoane fără religie (1,98%). Pentru 24,54% din locuitori nu este cunoscută apartenența confesională.